# Busoga
Busoga is een van de grootste van de vijf traditionele koninkrijken in het huidige Oeganda. De hoofdstad van het koninkrijk is gelegen in Bugembe, dat dicht bij Jinja ligt, de op een na grootste stad in Oeganda.
Na het instellen van de republiek in 1962 bleven Busoga en de andere drie vorstendommen aanvankelijk bestaan. In 1967 werden de vorstendommen tijdelijk afgeschaft tot ze in 1993 opnieuw werden opgericht. Sindsdien is er sprake van vier koninkrijken: Boeganda, Bunyoro-Kitara, Busoga en Toro. Elk van dezen heeft een eigen beperkt politiek systeem, een eigen vorst en een eigen vlag. Het enige koninkrijk dat niet werd heropgericht was Ankole, de kroningsceremonie van koning Ntare VI (John Patrick Barigye) werd door president Museveni tegengehouden.
Koninkrijken: Ankole · Boeganda · Bunyoro-Kitara · Busoga · Toro